# Chen Yifei
Chen Yifei est un artiste peintre contemporain chinois, né le 12 avril 1946 à Ningbo dans le district de Zhenhai, dans la province du Zhejiang en Chine. Diplômé de la Shanghai Art Training School in 1964, il est mort le 10 avril 2005.

## Œuvres
- Artist With Beauties

## Expérience
L’esprit artistique de Yan Wenliang, maître de la peinture et d'éducateur artistique, a influencé la création de Chen Yifei pendant des décennies, conférant à Chen Yifei une force spirituelle et une orientation précise et efficace en temps utile. Chen Yifei a déclaré avoir écouté les conférences des arts de Yan Wenliang et s'être rendu à l'Académie des beaux-arts de Shanghai, avoir suivi les conférences de Yan Wenliang et entrer par la porte du collège des beaux-arts de Shanghai. Chen Yifei a des souvenirs détaillés dans son article "Un vieil homme, érudit et prédécesseur".